# Venustosynnema ciliatum
Venustosynnema ciliatum är en svampart som först beskrevs av R.F. Castañeda, G.R.W. Arnold & A.G. Guerra, och fick sitt nu gällande namn av R.F. Castañeda & W.B. Kendr. 1990. Venustosynnema ciliatum ingår i släktet Venustosynnema, divisionen sporsäcksvampar och riket svampar.   Inga underarter finns listade i Catalogue of Life.